# Ground Control
Ground Control (рус. Наземный контроль) — тактическая стратегия в реальном времени, разработанная компанией Massive Entertainment и выпущенная в продажу компанией Sierra On-Line 1 июня 2000 года. Эта RTS являлась передовой игрой своего жанра и снискала множество наград. Ground Control имеет трёхмерную графику и свободно вращающуюся камеру, позволяющую игроку смотреть на бой с любого ракурса. В игре полностью отсутствуют сбор ресурсов, развитие базы и исследования. Цель игрока - управление ограниченным количеством боевых единиц и выполнение с их помощью разнообразных заданий.
В 2004 году, вскоре после выпуска в продажу продолжения игры - Ground Control 2: Operation Exodus - Ground Control был выпущен бесплатно на веб-сайте FilePlanet.

## Игровой процесс
Главная цель игры — уничтожение войск и зданий оппонента с использованием особенностей рельефа и сильных сторон собственной армии. Боевые единицы включают в себя различные типы бронетехники, самолётов и солдат, доставляемых на поле боя орбитальными челноками. После начала очередной миссии игрок не может вызывать подкрепления, что требует тщательного выбора боевых единиц и их конфигурации до битвы. У каждого типа боевых единиц есть своё оружие и свои особенности. Две фракции игры имеют несколько различающиеся армии: у корпорации Крэйвен более традиционная колёсная и гусеничная боевая техника с толстой бронёй (англ. terradynes). Боевая техника Ордена Нового Рассвета перемещается на воздушных подушках (англ. hoverdynes), что даёт им улучшенную скорость и манёвренность в обмен на более тонкую броню, а также использует энергетическое плазменное оружие с большей убойной силой. У каждого отряда одной стороны есть эквивалентный отряд на другой, но некоторые из них довольно сильно отличаются. Например, пехотный отряд храмовников вооружён переносными противотанковыми ракетницами, которые не могут атаковать пехоту. Их аналогом у корпорации Крейвен являются егери — отряд из четырёх снайперов, которых можно эффективно использовать в роли разведчиков местности.

### Тактика
Важнейший элемент игры — требование к тактическому подходу в любой ситуации. Каждый отряд имеет свои ярко выраженные сильные и слабые стороны, что препятствует стратегиям типа «танковый раш» (англ. tank rush). Бронированные единицы (террадайны и ховердайны) слабее с бортов, сзади и сверху; поэтому более эффективными методами атаки являются фланговые манёвры, а также огонь с высот, что позволяет бить по менее бронированной верхушке врага. В игре реализован подавляющий огонь — подавляемые боевые единицы стреляют не так точно. Любая боевая единица может подавить более сильного врага, даже если тот при этом не получает никаких повреждений. Расположенные в тени боевые единицы невидимы для врага, что позволяет устраивать засады. Солдаты также могут прятаться в густой растительности. Боевые единицы могут случайно попасть под дружественный огонь, поэтому игрок должен внимательно следить за их положением и траекториями стрельбы.
Боевые единицы объединены в отряды. Игрок может отдавать приказы только отрядам, хотя сами единицы будут сражаться и получать повреждения отдельно. Существует четыре категории отрядов: пехота, бронетехника, поддержка, и авиация. Игрок может выбирать конфигурацию каждого отдельного отряда до битвы. Например, танковый отряд корпорации Крэйвен может существовать в четырёх конфигурациях: разведывательная, лёгкая, основная, и тяжёлая. У каждой из них есть свои преимущества и недостатки, поэтому различные конфигурации подходят для разных задач.
В ходе прохождения кампаний отряды получают опыт и медали, которые улучшают их характеристики. Между заданиями потери отряда возмещаются, но если отряд погиб весь, то его заменяет отряд новичков того же типа.

## Сюжет
Действие разворачивается в XXV веке. Человечество пережило Третью мировую войну (известную в игре как Шестнадцатиминутная война) и колонизировало несколько планет галактики. Землёй правит совет под названием ГЦК (Глобально-Центральное Командование) в который входят представители, избранные населением, и представители мега-корпораций, которые обрели могущество после падения земных государств. Войны на Земле были запрещены, и этот запрет был подкреплён атомными бомбами, играющим роль оружия сдерживания. Но корпорации, борющиеся между собой за ресурсы, влияние и престиж, содержат собственные вооружённые силы (как наземные армии, так и космические флоты) и вступают в вооружённые конфликты на колонизированных планетах. Эти конфликты никак не регулируются - корпорации свободно используют тактическое атомное оружие и уничтожают сдающихся в плен.
Сюжет игры сосредоточен на вооружённом конфликте между корпорацией Крэйвен (англ. Crayven Corporation) и Орденом Нового Рассвета (англ. Order of the New Dawn) за право на далёкий мир Криг 7-Б (второй естественный спутник седьмой планеты звезды Криг). В начале игры, игрок принимает роль майора Сары Паркер, которая работает на корпорацию Крэйвен. Она командует силами корпорации Крейвен и должна разбить войска «Рассветников», находящиеся на планете. Во второй кампании, игрок принимает роль дьякона Джарреда Стоуна, который пытается сделать то же самое с «Крэями», собирая разгромленные во время первой кампании войска Ордена. Оба персонажа в конце концов узнают что кое-что тёмное прячется в глубине планеты - тайна угрожающая всему человечеству. Из-за этого мега-корпорация и религиозный орден затеяли войну на этой пустынной планете.

## Оценки
| Сводный рейтинг | Сводный рейтинг |
| Агрегатор       | Оценка          |
| --------------- | --------------- |
| GameRankings    | 85,38 %         |

## Дальнейшее развитие серии
После успеха оригинальной игры, было разработано и выпущено в продажу дополнение Ground Control: Dark Conspiracy (рус. Наземный контроль: Тёмный заговор). В дополнении появилась новая фракция — «Наёмники Феникса» — и новая кампания с 15 заданиями, продолжившая историю оригинала.
Через четыре года вышел сиквел под названием Ground Control II: Operation Exodus (рус. Наземный контроль 2: Операция Исход). Стиль игры стал больше похож на обычные стратегии реального времени, так как игрок может вызывать подкрепления во время боя и набирать очки, на которые покупаются новые отряды.
Игра World in Conflict (рус. Мир в конфликте) считается «духовной наследницей» Ground Control.